# گرگوروتسی
گرگوروتسی (به صربی: Grgurevci) یک منطقهٔ مسکونی در صربستان است که در Sremska Mitrovica Municipality واقع شده‌است. گرگوروتسی ۱٬۳۱۲ نفر جمعیت دارد.